# Мурка (приток Барыша)
Мурка — река в России, протекает по Барышскому району Ульяновской области. Устье реки находится в 179 км по правому берегу реки Барыш. Длина реки составляет 16 км. 
Сначала река протекает по территории Измайловского городского поселения. На правом берегу реки стоит деревня Ляховка. Ниже на правом берегу реки стоит деревня Большая Мура Малохомутёрского сельского поселения.

## Данные водного реестра
По данным государственного водного реестра России относится к Верхневолжскому бассейновому округу, водохозяйственный участок реки — Сура от Сурского гидроузла и до устья реки Алатырь, речной подбассейн реки — Сура. Речной бассейн реки — (Верхняя) Волга до Куйбышевского водохранилища (без бассейна Оки).
По данным геоинформационной системы водохозяйственного районирования территории РФ, подготовленной Федеральным агентством водных ресурсов:
- Код водного объекта в государственном водном реестре — 08010500312110000037125
- Код по гидрологической изученности (ГИ) — 110003712
- Код бассейна — 08.01.05.003
- Номер тома по ГИ — 10
- Выпуск по ГИ — 0